# روديغر كلاين
روديغر كلاين (بالألمانية: Rüdiger Klein)‏ هو أحيائي ألماني، ولد في 24 مارس 1958 في Nickenich ‏ في ألمانيا.